# イスラエル室内管弦楽団
イスラエル室内管弦楽団（ヘブライ語：בתזמורת הקאמרית הישראלית、英語：Israel Chamber Orchestra）は、イスラエル・テルアヴィヴを本拠地とする室内オーケストラである。　

## 沿革
1965年にガリー・ベルティーニにより設立。イスラエルを代表する楽団の一つとして世界の様々なアーティストと共演したり、教育プログラムの実施など行っている。設立時より1975年までベルティーニが音楽監督を務め、以後ルチアーノ・ベリオ、ルドルフ・バルシャイ、ウリエル・セガル、ヨアフ・タルミ、シュロモ・ミンツ、フィリップ・アントルモン、サルバドール・マス＝コンデ、ノアム・シェリフ、ギル・ショハト、ロベルト・パーテルノストロ、アリエル・ズッカーマンらが務めた。2024年からルーベン・ガザリアンが音楽監督を務める。